# Aree polacche annesse alla Germania nazista

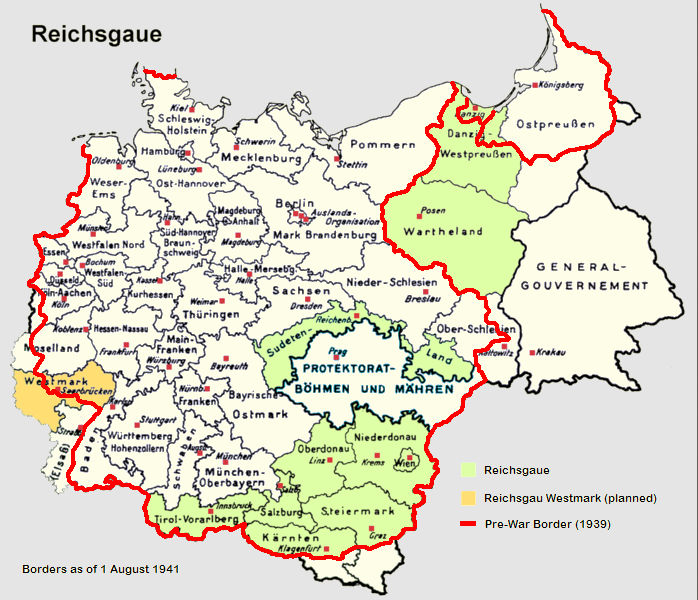
Il Reichsgau e il Governatorato Generale nel 1941.

All'inizio della seconda guerra mondiale, molte aree polacche vennero annesse dalla Germania nazista.
Invadendo la Polonia nel 1939, il Terzo Reich si annetté le terre che l'Impero tedesco aveva ceduto alla ricostituita Polonia nel 1919-1922, secondo il Trattato di Versailles, incluso il "Corridoio di Danzica", la Prussia Occidentale, la Posnania e parti dell'Alta Slesia. Il consiglio della Città Libera di Danzica votò per tornare ad essere parte della Germania, anche se i polacchi e gli ebrei erano stati privati del diritto di voto e tutti i partiti non nazisti erano stati banditi. Parti della Polonia che non erano mai stati parte dell'Impero germanico furono comunque annesse al Terzo Reich.

## Descrizione

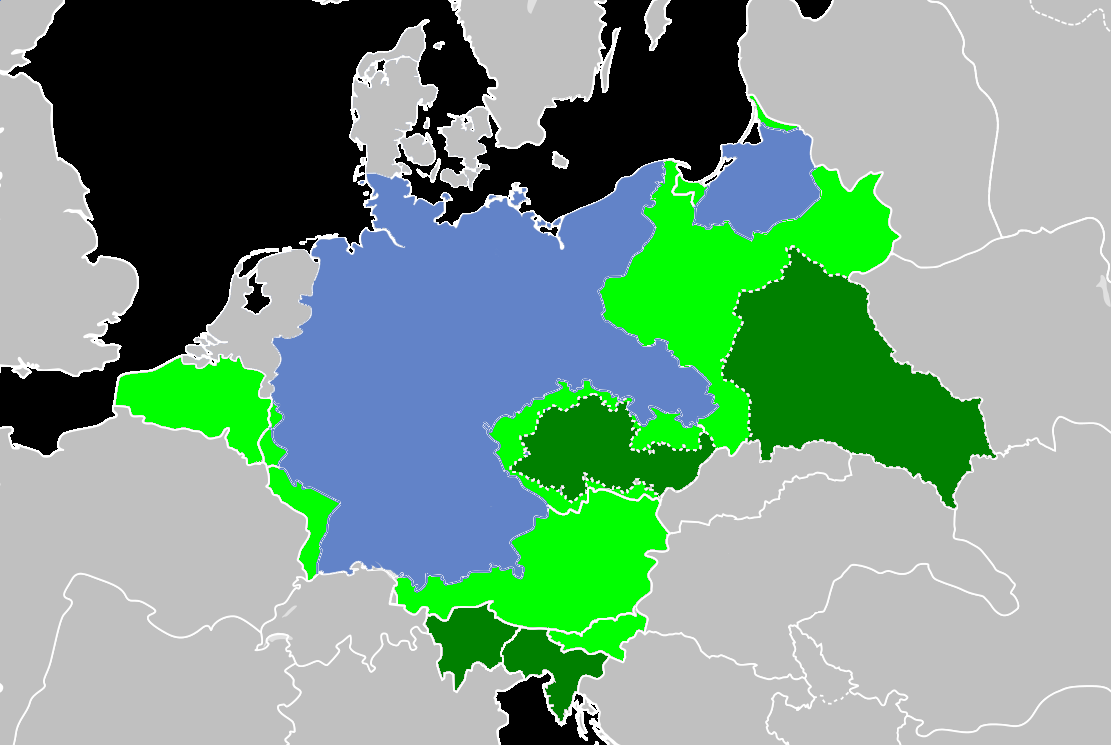
In senso orario a partire dal nord: Memel, Danzig, territori polacchi, Governatorato Generale, Sudetenland, Bohemia-Moravia, Ostmark (Anschluss), Slovenia settentrionale, litorale adriatico, Prealpi, Alsazia-Lorena, Lussemburgo, Eupen-Malmedy, Vallonia, Fiandre e Bruxelles.

Due decreti di Adolf Hitler (dell'8 ottobre e del 12 ottobre 1939) divisero le aree annesse della Polonia nelle seguenti unità amministrative:
- Reichsgau Wartheland (inizialmente Reichsgau Posen), che includeva l'intero Voivodato di Poznań, gran parte del Voivodato di Łódź, cinque contee del Voivodato della Pomerania e una contea del Voivodato di Varsavia;
- Reichsgau Danzig-Prussia Occidentale (inizialmente Reichsgau della Prussia Occidentale), che consisteva dell'area restante del Voivodato della Pomerania e della Città Libera di Danzica;
- il distretto di Ciechanów (Regierungsbezirk Zichenau), consistente delle cinque contee settentrionali del Voivodato di Varsavia (Płock, Płońsk, Sierpc, Ciechanów, e Mława), che divenne parte della Prussia Orientale;
- il distretto di Katowice (Regierungsbezirk Kattowitz), o in modo non ufficiale, Alta Slesia orientale (Ost-Oberschlesien), che comprendeva il Voivodato della Slesia, le contee di Sosnowiec, Będzin, Chrzanów, e Zawiercie e parti delle contee di Olkusz e Żywiec.

Questi territori si estendevano per 94.000 km², e contavano una popolazione di 10.000.000 di persone. La parte restante del territorio polacco fu annessa dall'Unione Sovietica (con il Patto Molotov-Ribbentrop), o divenne parte della zona di occupazione controllata dai tedeschi, il Governatorato Generale.
Circa 860.000 polacchi furono subito espulsi dai territori annessi al Governatorato Generale, mentre l'Unione Sovietica iniziò ad evacuare i tedeschi dal Baltico, dalla Galizia e dalla Bessarabia, secondo il piano di trasferimento delle popolazioni nazista-sovietico. 400.000 tedeschi si insediarono nelle aree riannesse, mentre i polacchi che vivevano in questi territori subirono violente persecuzioni, l'umiliazione, il lavoro come schiavi, la tortura e l'assassinio. Furono trattati secondo la politica ufficiale dello stato tedesco dell'epoca, che definiva i polacchi come sub-umani.
Dopo l'attacco tedesco all'URSS nel giugno 1941, il distretto di Białystok, che comprendeva le contee di Białystok, Bielsk Podlaski, Grajewo, Łomża, Sokółka, Volkovysk, e Hrodna fu "unito" (ma non incorporato) alla Prussia Orientale. Altri territori polacchi, dapprima annessi dall'Unione Sovietica e poi dalla Germania, furono incorporati nel Reichskommissariat Ostland (nel nord), Reichskommissariat Ukraine (nel sud) e Distrikt Galizien (nel profondo sud).
Nessuno di questi cambiamenti territoriali fu riconosciuto dagli Alleati e, come annunciato nell'Accordo di Potsdam del 2 agosto 1945, gli Alleati effettuarono molti cambiamenti territoriali nella regione, assegnando alla giurisdizione della Polonia e dell'Unione Sovietica tutti i territori che sorgevano ad est della Linea Oder-Neisse, internazionalmente riconosciuti come appartenenti alla Germania durante la guerra.
Dopo la seconda guerra mondiale, i tedeschi che vivevano a est della Linea Oder-Neisse furono espulsi in Germania, ma tutti i collaboratori nazisti che erano ex cittadini polacchi dovettero subire un processo.